# 福島労災病院
福島労災病院（ふくしまろうさいびょういん）は、福島県いわき市に所在し、独立行政法人労働者健康安全機構が運営する病院。正式名称は、独立行政法人労働者健康安全機構 福島労災病院（どくりつぎょうせいほうじんろうどうしゃけんこうふくしきこう ふくしまろうさいびょういん）。
1955年に常磐炭鉱における労働災害の発生に対処するために設置され、1962年に470床まで規模を拡充した。2002年に地域医療支援病院の承認を受けているほか、いわき医療圏の地域がん診療連携拠点病院に指定されており、緩和ケア病棟（27床、2009年12月設置）を有する。

## 診療科
- 内科
- 呼吸器科
- 消化器科
- 循環器科
- 心療内科
- リウマチ膠原病内科
- 外科
- 整形外科・リハビリテーション科
- 皮膚科
- 泌尿器科
- 婦人科
- 眼科
- 耳鼻咽喉科

## 医療機関の指定等
- 保険医療機関
- 救急告示医療機関
- 労災保険指定医療機関
- 指定自立支援医療機関（更生医療・育成医療・精神通院医療）
- 臨床研修指定病院
- 地域医療支援病院
- 地域がん診療連携拠点病院
- エイズ治療拠点病院

## アクセス
- JR東日本常磐線内郷駅から徒歩約15分。
- 新常磐交通路線バス「労災病院入口」バス停下車徒歩約1分。
- 常磐自動車道いわき中央ICより車で約15分。

## 周辺
- JR常磐線内郷駅
- いわき市立総合磐城共立病院
- 福島県立いわき翠の杜高等学校
- 福島県立いわき総合高等学校
- いわき市立高坂小学校